# Nassarius lavanonoensis
Nassarius lavanonoensis is een slakkensoort uit de familie van de Nassariidae. De wetenschappelijke naam van de soort is voor het eerst geldig gepubliceerd in 2006 door Bozzetti.